# NGC 638
NGC 638 este o galaxie spirală situată în constelația Peștii. A fost descoperită în 22 octombrie 1886 de către Lewis Swift.